# عين ذكر
عين ذكر قرية سورية تتبع ناحية الشجرة في منطقة درعا في محافظة درعا. بلغ عدد سكانها 2,041 نسمة في عام 2004 حسب إحصاء المكتب المركزي للإحصاء.

## تاريخ
في ثمانينيات القرن التاسع عشر، دوّن غوتليب شوماخر أن عين ذكر كانت "قرية بائسة المظهر ... تقع على تلة حجرية"، وتتكون من ثلاثين كوخًا مبنيًا من الحجر والطين. كان هناك حوالي ستين من السكان المسلمين، جميعهم أعضاء قبيلة ولد علي، فرع من عنزة، وهي قبيلة بدوية كبيرة كانت موجودة بكثرة في سهل حوران. كان أبناء قبيلة ولد علي موجودون في حوران منذ أوائل القرن الثامن عشر على الأقل، وغالبًا ما تعاونوا مع السلطات الإقليمية العثمانية في دمشق كحراس ومرشدين لقوافل الحج السنوية التي مرت عبر المنطقة في طريقها إلى مكة. تنافس على هذا الدور المربح قبيلة الرولة، وهي فرع منافس من عنزة، بدءًا من أواخر القرن الثامن عشر وغالبًا ما كانت القبيلتان الشقيقتان تتصادمان وتتنافسان على حظوة الحكومة طوال أوائل القرن التاسع عشر.
بحلول أواخر القرن التاسع عشر، برزت قبيلة الرولة باعتبارها الطرف الأقوى. بدأ أبناء قبيلة ولد علي الاستقرار في عين ذكر خلال هذه الفترة، حيث انخرطوا في الزراعة، وهي ممارسة احتقرتها القبيلة تقليديًا (والبدو بشكل عام)، على النقيض من العقود السابقة عندما كانوا يعيشون على جمع الجزية من فلاحي المنطقة. في وقت زيارة شوماخر في ثمانينيات القرن التاسع عشر، كانت القرية مملوكة لشيخ بارز من قبيلة ولد علي، محمد السمير، الذي استقر بأبناء قبيلته هناك.